# Edgar von Heeringen
Pour les articles homonymes, voir Heeringen.
Edgar von Heeringen est un réalisateur allemand, il est né le 5 mars 1941 à Berlin (Allemagne) et mort le 16 décembre 2019 à Wiesbaden.

## Biographie
Réalisateur allemand, Edgar von Heeringen a également connu une carrière foisonnante dans le monde des medias, à la tête de diverses émissions de télévision de renom.
Né le 5 mars 1941 à Berlin, il a débuté en 1959 auprès de la Saar Film Production, société de production cinématographique de Sarre.
En 1960, il a intégré la Deutsche Institut für Film und Fernsehen München, Institut allemand du cinéma et de télévision à Munich, devenu en 1966 Université de la télévision et du film de Munich. Il a été respectivement gestionnaire, puis directeur adjoint.
L’année suivante, il a rejoint la Saarländischer Rundfunk dans le Land de Sarre. À partir de novembre 1962, Edgar von Heeringen a pris le poste de directeur d’image auprès de la ZDF. Il a présenté le journal télévisé Heute – Drehscheibe, des débats et des directs des journées parlementaires.
À partir de 1963 et durant quinze ans, il a animé l'émission spéciale Bundestag mit Konrad Adenauer (journée parlementaire avec le chancelier fédéral Konrad Adenauer). Puis l’émission Mode – Musiksendungen (Musique et mode) à Paris, Rome et Londres. Puis de 1971 à 1980, l’émission avec Margret Dünser VIP – Schaukel (Balançoire – VIP).
C’est à 22 ans qu’il entame son parcours de réalisateur et se distingue par ses nombreux portraits qu’il signe ou cosigne : Nelson Rockefeller (On l'appelle Rocky) ;  Ronald Biggs (Rien n’est resté, même pas la renommée) ; Richard Burton (Qui peut me dire qui je suis ?) ; Sophia Loren (Un miracle napolitain) ; Henry Miller (Confessions de Henry Miller) ; Orson Welles (Orson Welles, le génie commercialisé) et Ivan Chiffre (Les 1000 morts de Ivan Chiffre).
Lors du décès le 5 juin 1980 de Margret Dünser, Edgar von Heeringen lui a consacré, en tant qu’auteur et réalisateur un film, Margret Dünser, auf der Suche nach dem Besonderen (A la recherche de quelque chose de particulier). Dans les années 1980, il a dirigé l'émission de cuisine 'Essen wie Gott in Deutschland (Manger comme un dieu en Allemagne) qu’ainsi l’émission de divertissement Klassentreffen (Réunion de classe). En tant qu'éditeur, il a supervisé la « Schmunzelgeschichten » et « Lach mal wieder » (Rire à nouveau). Ses émissions Paris aktuell (Paris actuel) et VIP – Schaukel (Balançoire – VIP) sont toujours utilisées comme supports d’enseignement dans les écoles de cinéma.
Depuis 1999, Edgar von Heeringen est à la retraite.